# تریاد گاردنینگو
سندرم گرادنیگو که سندرم گرادنیگو-لانوا نیز نامیده می شود ،  عارضه اوتیت میانی و ماستوئیدیت است که در راس استخوان گیجگاهی قرار دارد. اولین بار توسط جوزپه گرادنیگو در سال 1904 

## علائم
اجزای سندرم شامل موارد زیر است:
- درد retroorbital به دلیل درد در ناحیه عصب داده شده توسط شاخه چشمی عصب سه قلو (عصب جمجمه پنجم) ،
- فلج عصب ابدوسنت (عصب جمجمه ششم) را می گویند.[۴]
- اوتیت میانی

علائم دیگر می تواند شامل فوتوفوبیا ، پارگی زیاد ، تب و کاهش حساسیت قرنیه باشد. این سندرم به طور کلاسیک به دلیل انتشار عفونت در راس پتروز استخوان گیجگاهی ایجاد می شود .

## تشخیص
این علائم ابتدا به عنوان یک نتیجه از عفونت شدید و پیشرفته گوش توصیف شد که به قسمت مرکزی استخوان گیجگاهی جمجمه گسترش یافته است. این نوع تظاهرات قبل از ایجاد درمان های آنتی بیوتیکی معمول بود و اکنون یک عارضه نادر است.
در افراد مبتلا به عفونت گوش طولانی مدت و علائم معمولی ، تصویربرداری پزشکی مانند CT یا MRI سر ممکن است تغییراتی را نشان دهد که درگیری بیماری راس پتروس را تأیید می کند.

## درمان
درمان پزشکی با آنتی بیوتیک ها انجام می شود: سفتریاکسون به علاوه مترونیدازول (که باکتری های بی هوازی را پوشش می دهد). بسته به مدت زمان عفونت ، شدت و عوارض ناشی از آن ، ممکن است انجام جراحی نیز لازم باشد. به دلیل ساختارهای مهمی که دسترسی جراحی را مسدود می کنند ، برداشتن کامل راس پتروز امکان پذیر نیست. بنابراین تمرکز بر روی تخلیه کافی سلولهای هوای آسیب دیده است.

## علت نام گذاری
این نام از کنت جوزپه گرادنیگو ، متخصص گوش و حلق و بینی ایتالیایی و موریس لانویس گرفته شده است.